# Леваци
Леваци је југословенска телевизијска серија, снимљена у продукцији Телевизије Београд. Серија има 10 епизода и премијерно је емитована од 29. новембра 1970. до 31. јануара 1971. године. Аутори серије били су режисер Александар Ђорђевић и сценариста Љубиша Козомара.